# The Who/Diskografie
Diese Diskografie ist eine Übersicht über die musikalischen Werke der britischen Rockband The Who und ihres Pseudonyms High Numbers. Den Quellenangaben und Schallplattenauszeichnungen zufolge hat sie bisher mehr als 46,2 Millionen Tonträger verkauft, davon alleine in ihrer Heimat über 5,9 Millionen. Ihre erfolgreichste Veröffentlichung ist das vierte Studioalbum Tommy mit über 20 Millionen verkauften Einheiten.

## Alben

### Studioalben
| Jahr | Titel              | Höchstplatzierung, Gesamtwochen, AuszeichnungChartplatzierungen (Jahr, Titel, Platzierungen, Wochen, Auszeichnungen, Anmerkungen) | Höchstplatzierung, Gesamtwochen, AuszeichnungChartplatzierungen (Jahr, Titel, Platzierungen, Wochen, Auszeichnungen, Anmerkungen) | Höchstplatzierung, Gesamtwochen, AuszeichnungChartplatzierungen (Jahr, Titel, Platzierungen, Wochen, Auszeichnungen, Anmerkungen) | Höchstplatzierung, Gesamtwochen, AuszeichnungChartplatzierungen (Jahr, Titel, Platzierungen, Wochen, Auszeichnungen, Anmerkungen) | Höchstplatzierung, Gesamtwochen, AuszeichnungChartplatzierungen (Jahr, Titel, Platzierungen, Wochen, Auszeichnungen, Anmerkungen) | Anmerkungen                                                                         |
| Jahr | Titel              | DE | AT | CH | UK | US | Anmerkungen                                                                         |
| ---- | ------------------ | --- | --- | --- | --- | --- | ----------------------------------------------------------------------------------- |
| 1965 | My Generation      | DE14 (16 Wo.)DE | — | — | UK5 Gold · (19 Wo.)UK | — | Erstveröffentlichung: 3. Dezember 1965 Verkäufe: + 100.000                          |
| 1966 | A Quick One        | — | — | — | UK4 (17 Wo.)UK | US67 (22 Wo.)US | Erstveröffentlichung: 9. Dezember 1966 Verkäufe: + 100.000                          |
| 1967 | The Who Sell Out   | DE15 (2 Wo.)DE | AT34 (1 Wo.)AT | CH26 (1 Wo.)CH | UK13 Silber · (13 Wo.)UK | US48 (… Wo.)US | Erstveröffentlichung: 15. Dezember 1967 Verkäufe: + 60.000                          |
| 1969 | Tommy              | DE50 (5 Wo.)DE | — | — | UK2 Gold · (9 Wo.)UK | US4 ×2Doppelplatin · (126 Wo.)US                                                                                                  | Erstveröffentlichung: 23. Mai 1969 Verkäufe: + 20.000.000                           |
| 1971 | Who’s Next         | DE14 (14 Wo.)DE | AT38 (1 Wo.)AT | CH39 (1 Wo.)CH | UK1 Platin · (20 Wo.)UK | US4 ×3Dreifachplatin · (43 Wo.)US                                                                                                 | Erstveröffentlichung: 31. Juli 1971 Verkäufe: + 3.350.000 Charteinstieg AT/CH: 2023 |
| 1973 | Quadrophenia       | DE7 (28 Wo.)DE | AT8 (12 Wo.)AT | — | UK2 Gold · (15 Wo.)UK | US2 Platin · (40 Wo.)US | Erstveröffentlichung: 19. Oktober 1973 Verkäufe: + 1.200.000                        |
| 1975 | The Who by Numbers | — | — | — | UK7 Gold · (6 Wo.)UK | US8 Platin · (25 Wo.)US | Erstveröffentlichung: 3. Oktober 1975 Verkäufe: + 1.150.000                         |
| 1978 | Who Are You        | DE49 (1 Wo.)DE | — | — | UK6 Gold · (9 Wo.)UK | US2 ×2Doppelplatin · (30 Wo.)US                                                                                                   | Erstveröffentlichung: 18. August 1978 Verkäufe: + 2.300.000                         |
| 1981 | Face Dances        | DE29 (8 Wo.)DE | — | — | UK2 Silber · (9 Wo.)UK | US4 Platin · (20 Wo.)US | Erstveröffentlichung: 6. März 1981 Verkäufe: + 1.060.000                            |
| 1982 | It’s Hard          | — | — | — | UK11 (6 Wo.)UK | US8 Gold · (32 Wo.)US | Erstveröffentlichung: 4. September 1982 Verkäufe: + 550.000                         |
| 2006 | Endless Wire       | DE34 (4 Wo.)DE | AT28 (3 Wo.)AT | CH51 (3 Wo.)CH | UK9 Gold · (3 Wo.)UK | US7 (8 Wo.)US | Erstveröffentlichung: 27. Oktober 2006 Verkäufe: + 100.000                          |
| 2019 | Who                | DE5 (9 Wo.)DE | AT14 (3 Wo.)AT | CH5 (7 Wo.)CH | UK3 Gold · (6 Wo.)UK | US2 (3 Wo.)US | Erstveröffentlichung: 6. Dezember 2019 Verkäufe: + 100.000                          |

grau schraffiert: keine Chartdaten aus diesem Jahr verfügbar

### Livealben
| Jahr | Titel                                   | Höchstplatzierung, Gesamtwochen, AuszeichnungChartplatzierungen (Jahr, Titel, Platzierungen, Wochen, Auszeichnungen, Anmerkungen) | Höchstplatzierung, Gesamtwochen, AuszeichnungChartplatzierungen (Jahr, Titel, Platzierungen, Wochen, Auszeichnungen, Anmerkungen) | Höchstplatzierung, Gesamtwochen, AuszeichnungChartplatzierungen (Jahr, Titel, Platzierungen, Wochen, Auszeichnungen, Anmerkungen) | Höchstplatzierung, Gesamtwochen, AuszeichnungChartplatzierungen (Jahr, Titel, Platzierungen, Wochen, Auszeichnungen, Anmerkungen) | Höchstplatzierung, Gesamtwochen, AuszeichnungChartplatzierungen (Jahr, Titel, Platzierungen, Wochen, Auszeichnungen, Anmerkungen) | Anmerkungen                                                            |
| Jahr | Titel                                   | DE | AT | CH | UK | US | Anmerkungen                                                            |
| ---- | --------------------------------------- | --- | --- | --- | --- | --- | ---------------------------------------------------------------------- |
| 1970 | Live at Leeds                           | DE8 (20 Wo.)DE | — | — | UK3 Gold · (22 Wo.)UK | US4 ×2Doppelplatin · (44 Wo.)US                                                                                                   | Erstveröffentlichung: 3. Mai 1970 Verkäufe: + 2.100.000                |
| 1984 | Who’s Last                              | — | — | — | UK48 Gold · (4 Wo.)UK | US81 (14 Wo.)US | Erstveröffentlichung: 5. November 1984 Verkäufe: + 100.000             |
| 1990 | Join Together                           | — | — | — | UK59 (1 Wo.)UK | US188 (2 Wo.)US | Erstveröffentlichung: 12. März 1990                                    |
| 1996 | Live at the Isle of Wight Festival 1970 | — | — | — | UK56 (4 Wo.)UK | US194 (1 Wo.)US | Erstveröffentlichung: 29. Oktober 1996 Charteinstieg UK: 2013          |
| 2000 | BBC Sessions                            | — | — | — | UK24 (2 Wo.)UK | US101 (3 Wo.)US | Erstveröffentlichung: 15. Februar 2000                                 |
| 2003 | Live at the Royal Albert Hall           | DE43 (4 Wo.)DE | — | — | UK72 (1 Wo.)UK | — | Erstveröffentlichung: 30. Juni 2003                                    |
| 2012 | Live at Hull 1970                       | — | — | — | UK68 (1 Wo.)UK | — | Erstveröffentlichung: 6. November 2012                                 |
| 2014 | Quadrophenia: Live in London            | — | AT73 (1 Wo.)AT | — | UK28 (2 Wo.)UK | US118 (1 Wo.)US | Erstveröffentlichung: 6. Juni 2014                                     |
| 2015 | Live in Hyde Park                       | DE32 (1 Wo.)DE | — | — | — | — | Erstveröffentlichung: 20. November 2015                                |
| 2018 | Live at the Fillmore East 1968          | DE26 (1 Wo.)DE | AT32 (2 Wo.)AT | — | UK15 (1 Wo.)UK | — | Erstveröffentlichung: 20. Februar 2018                                 |
| 2020 | A Quick Live One                        | — | — | — | — | US181 (1 Wo.)US | Erstveröffentlichung: 24. Oktober 2020                                 |
| 2023 | The Who with Orchestra: Live at Wembley | DE12 (1 Wo.)DE | AT40 (1 Wo.)AT | CH19 (1 Wo.)CH | UK37 (1 Wo.)UK | — | Erstveröffentlichung: 31. März 2023 mit dem Isobel Griffiths Orchestra |
| 2024 | Live at Shea Stadium 1982               | DE87 (1 Wo.)DE | AT47 (1 Wo.)AT | CH55 (1 Wo.)CH | — | — | Erstveröffentlichung: 1. März 2024                                     |

grau schraffiert: keine Chartdaten aus diesem Jahr verfügbar
Weitere Livealben
- 2000: Blues to the Bush
- 2006: Live from Toronto
- 2007: View from a Backstage Pass
- 2010: Greatest Hits Live
- 2017: Tommy – Live at the Royal Albert Hall

### Kompilationen
| Jahr | Titel                                   | Höchstplatzierung, Gesamtwochen, AuszeichnungChartplatzierungen (Jahr, Titel, Platzierungen, Wochen, Auszeichnungen, Anmerkungen) | Höchstplatzierung, Gesamtwochen, AuszeichnungChartplatzierungen (Jahr, Titel, Platzierungen, Wochen, Auszeichnungen, Anmerkungen) | Höchstplatzierung, Gesamtwochen, AuszeichnungChartplatzierungen (Jahr, Titel, Platzierungen, Wochen, Auszeichnungen, Anmerkungen) | Höchstplatzierung, Gesamtwochen, AuszeichnungChartplatzierungen (Jahr, Titel, Platzierungen, Wochen, Auszeichnungen, Anmerkungen) | Höchstplatzierung, Gesamtwochen, AuszeichnungChartplatzierungen (Jahr, Titel, Platzierungen, Wochen, Auszeichnungen, Anmerkungen) | Anmerkungen                                                            |
| Jahr | Titel                                   | DE | AT | CH | UK | US | Anmerkungen                                                            |
| ---- | --------------------------------------- | --- | --- | --- | --- | --- | ---------------------------------------------------------------------- |
| 1968 | Magic Bus: The Who on Tour              | — | — | — | — | US39 (10 Wo.)US | Erstveröffentlichung: September 1968                                   |
| 1970 | The Who & The Jimi Hendrix Experience   | DE28 (12 Wo.)DE | — | — | — | — | Erstveröffentlichung: 15. Oktober 1970 mit The Jimi Hendrix Experience |
| 1971 | Meaty Beaty Big and Bouncy              | — | — | — | UK9 (8 Wo.)UK | US11 Platin · (21 Wo.)US | Erstveröffentlichung: 30. Oktober 1971 Verkäufe: + 1.000.000           |
| 1974 | Odds & Sods                             | DE46 (4 Wo.)DE | — | — | UK10 Silber · (4 Wo.)UK | US15 Gold · (… Wo.)US | Erstveröffentlichung: 28. September 1974 Verkäufe: + 560.000           |
| 1976 | The Story of The Who                    | — | — | — | UK2 Gold · (18 Wo.)UK | — | Erstveröffentlichung: 23. September 1976 Verkäufe: + 100.000           |
| 1981 | Hooligans                               | — | — | — | — | US52 Gold · (19 Wo.)US | Erstveröffentlichung: 1. September 1981 Verkäufe: + 500.000            |
| 1983 | Who’s Greatest Hits                     | — | — | — | — | US94 ×2Doppelplatin · (13 Wo.)US                                                                                                  | Erstveröffentlichung: 23. November 1983 Verkäufe: + 2.000.000          |
| 1985 | The Who Collection                      | — | — | — | UK44 Gold · (10 Wo.)UK | — | Erstveröffentlichung: 1. Oktober 1985 Verkäufe: + 100.000              |
| 1985 | Who’s Missing                           | — | — | — | — | US116 (8 Wo.)US | Erstveröffentlichung: 30. November 1985                                |
| 1988 | Who’s Better, Who’s Best                | — | — | — | UK10 Gold · (11 Wo.)UK | US— GoldUS | Erstveröffentlichung: 7. März 1988 Verkäufe: + 600.000                 |
| 1994 | Thirty Years of Maximum R&B             | — | — | — | UK48 (1 Wo.)UK | US170 Gold · (1 Wo.)US | Erstveröffentlichung: 5. Juli 1994 Verkäufe: + 500.000                 |
| 1996 | My Generation: The Very Best of the Who | — | — | — | UK11 Gold · (6 Wo.)UK | US— GoldUS | Erstveröffentlichung: 12. August 1996 Verkäufe: + 600.000              |
| 2002 | The Ultimate Collection                 | — | — | — | UK17 Platin · (6 Wo.)UK | US31 Platin · (11 Wo.)US | Erstveröffentlichung: 11. Juni 2002 Verkäufe: + 1.300.000              |
| 2004 | Then and Now                            | — | — | — | UK5 ×2Doppelplatin · (23 Wo.)UK                                                                                                   | US57 (6 Wo.)US | Erstveröffentlichung: 30. März 2004 Verkäufe: + 607.500                |
| 2009 | Greatest Hits                           | — | — | — | — | US56 (14 Wo.)US | Erstveröffentlichung: 21. Dezember 2009                                |
| 2010 | Greatest Hits & More                    | — | — | — | UK20 Gold · (5 Wo.)UK | — | Erstveröffentlichung: 7. Juni 2010 Verkäufe: + 100.000                 |
| 2014 | The Who Hits 50!                        | — | AT69 (1 Wo.)AT | — | UK11 Platin · (18 Wo.)UK | US93 (8 Wo.)US | Erstveröffentlichung: 3. November 2014 Verkäufe: + 300.000             |
| 2020 | Essential                               | — | — | — | UK49 (1 Wo.)UK | — | Erstveröffentlichung: 2020                                             |

grau schraffiert: keine Chartdaten aus diesem Jahr verfügbar
Weitere Kompilationen
- 1968: Direct Hits
- 1969: The Who / The Strawberry Alarm Clock
- 1969: Tommy, Pt. 1
- 1971: Golden Double Album
- 1972: Tommy, Pt. 2
- 1973: Perfect Collection
- 1974: Magic Bus / My Generation
- 1981: Phases
- 1983: Rarities Volume I & Volume II
- 1984: The Singles
- 1987: Two’s Missing
- 1999: 20th Century Masters – The Best of The Who (Verkäufe: + 1.000.000, US: Platin)
- 2011: Icon
- 2011: Icon II
- 2012: Pinball Wizards – The Collection (Verkäufe: + 100.000, UK: Gold)
- 2017: Maximum As & Bs (The Complete Singles)

### Soundtracks
| Jahr | Titel                       | Höchstplatzierung, Gesamtwochen, AuszeichnungChartplatzierungen (Jahr, Titel, Platzierungen, Wochen, Auszeichnungen, Anmerkungen) | Höchstplatzierung, Gesamtwochen, AuszeichnungChartplatzierungen (Jahr, Titel, Platzierungen, Wochen, Auszeichnungen, Anmerkungen) | Höchstplatzierung, Gesamtwochen, AuszeichnungChartplatzierungen (Jahr, Titel, Platzierungen, Wochen, Auszeichnungen, Anmerkungen) | Höchstplatzierung, Gesamtwochen, AuszeichnungChartplatzierungen (Jahr, Titel, Platzierungen, Wochen, Auszeichnungen, Anmerkungen) | Höchstplatzierung, Gesamtwochen, AuszeichnungChartplatzierungen (Jahr, Titel, Platzierungen, Wochen, Auszeichnungen, Anmerkungen) | Anmerkungen                                              |
| Jahr | Titel                       | DE | AT | CH | UK | US | Anmerkungen                                              |
| ---- | --------------------------- | --- | --- | --- | --- | --- | -------------------------------------------------------- |
| 1975 | Tommy O.S.T.                | — | — | — | UK30 (2 Wo.)UK | — | Erstveröffentlichung: 19. März 1975                      |
| 1979 | The Kids Are Alright O.S.T. | — | — | — | UK26 Gold · (13 Wo.)UK | US8 Platin · (25 Wo.)US | Erstveröffentlichung: 9. Juni 1979 Verkäufe: + 1.157.500 |
| 1979 | Quadrophenia O.S.T.         | — | — | — | UK23 (16 Wo.)UK | US46 (16 Wo.)US | Erstveröffentlichung: 13. August 1979                    |

grau schraffiert: keine Chartdaten aus diesem Jahr verfügbar
Weitere Soundtracks
- 2008: Amazing Journey: The Story of The Who O.S.T.

### EPs
| Jahr | Titel                                      | Höchstplatzierung, Gesamtwochen, AuszeichnungChartplatzierungen (Jahr, Titel, Platzierungen, Wochen, Auszeichnungen, Anmerkungen) | Höchstplatzierung, Gesamtwochen, AuszeichnungChartplatzierungen (Jahr, Titel, Platzierungen, Wochen, Auszeichnungen, Anmerkungen) | Höchstplatzierung, Gesamtwochen, AuszeichnungChartplatzierungen (Jahr, Titel, Platzierungen, Wochen, Auszeichnungen, Anmerkungen) | Höchstplatzierung, Gesamtwochen, AuszeichnungChartplatzierungen (Jahr, Titel, Platzierungen, Wochen, Auszeichnungen, Anmerkungen) | Höchstplatzierung, Gesamtwochen, AuszeichnungChartplatzierungen (Jahr, Titel, Platzierungen, Wochen, Auszeichnungen, Anmerkungen) | Anmerkungen                         |
| Jahr | Titel                                      | DE | AT | CH | UK | US | Anmerkungen                         |
| ---- | ------------------------------------------ | --- | --- | --- | --- | --- | ----------------------------------- |
| 2006 | Wire & Glass – Six Songs from a Mini-Opera | DE58 (3 Wo.)DE | AT31 (3 Wo.)AT | CH83 (1 Wo.)CH | UK58 (2 Wo.)UK | — | Erstveröffentlichung: 17. Juli 2006 |

Weitere EPs
- 1966: Ready Steady Who
- 1969: Pictures of Lily / I’m a Boy / Happy Jack/ Substitute
- 1970: Tommy
- 1970: The Who
- 1988: Won’t Get Fooled Again

## Singles
| Jahr | Titel B-Seite                                                                  | Höchstplatzierung, Gesamtwochen, AuszeichnungChartplatzierungen (Jahr, Titel, B-Seite, Platzierungen, Wochen, Auszeichnungen, Anmerkungen) | Höchstplatzierung, Gesamtwochen, AuszeichnungChartplatzierungen (Jahr, Titel, B-Seite, Platzierungen, Wochen, Auszeichnungen, Anmerkungen) | Höchstplatzierung, Gesamtwochen, AuszeichnungChartplatzierungen (Jahr, Titel, B-Seite, Platzierungen, Wochen, Auszeichnungen, Anmerkungen) | Höchstplatzierung, Gesamtwochen, AuszeichnungChartplatzierungen (Jahr, Titel, B-Seite, Platzierungen, Wochen, Auszeichnungen, Anmerkungen) | Höchstplatzierung, Gesamtwochen, AuszeichnungChartplatzierungen (Jahr, Titel, B-Seite, Platzierungen, Wochen, Auszeichnungen, Anmerkungen) | Anmerkungen                                                       |
| Jahr | Titel B-Seite                                                                  | DE | AT | CH | UK | US | Anmerkungen                                                       |
| ---- | ------------------------------------------------------------------------------ | --- | --- | --- | --- | --- | ----------------------------------------------------------------- |
| 1964 | I Can’t Explain Bald Headed Woman                                              | — | — | — | UK8 (13 Wo.)UK | US93 (2 Wo.)US | Erstveröffentlichung: Dezember 1964                               |
| 1965 | Anyway, Anyhow, Anywhere Daddy Rolling Stone (UK) / Anytime You Want Me (US)   | — | — | — | UK10 (12 Wo.)UK | — | Erstveröffentlichung: 21. Mai 1965                                |
| 1965 | My Generation Shout and Shimmy (UK) / Out in the Street (US)                   | DE6 (10 Wo.)DE | AT9 (4 Wo.)AT | — | UK2 Platin · (17 Wo.)UK | US74 (5 Wo.)US | Erstveröffentlichung: 29. Oktober 1965 Verkäufe: + 600.000        |
| 1966 | Substitute Circles (UK) / Waltz for a Pig (US)                                 | DE13 (6 Wo.)DE | — | — | UK5 (20 Wo.)UK | — | Erstveröffentlichung: 4. März 1966                                |
| 1966 | A Legal Matter Instant Party                                                   | — | — | — | UK32 (6 Wo.)UK | — | Erstveröffentlichung: 7. März 1966                                |
| 1966 | The Kids Are Alright The Ox (UK) / A Legal Matter (US)                         | — | — | — | UK41 (3 Wo.)UK | — | Erstveröffentlichung: Juli 1966                                   |
| 1966 | I’m a Boy In the City                                                          | DE10 (8 Wo.)DE | — | — | UK2 (13 Wo.)UK | — | Erstveröffentlichung: 26. August 1966                             |
| 1966 | Happy Jack I’ve Been Away (UK) / Whiskey Man (US)                              | DE4 (14 Wo.)DE | AT7 (8 Wo.)AT | — | UK3 (11 Wo.)UK | US24 (9 Wo.)US | Erstveröffentlichung: 3. Dezember 1966                            |
| 1967 | Pictures of Lily Doctor, Doctor                                                | DE5 (10 Wo.)DE | AT9 (12 Wo.)AT | — | UK4 (10 Wo.)UK | US51 (6 Wo.)US | Erstveröffentlichung: 22. April 1967                              |
| 1967 | The Last Time Under My Thumb                                                   | — | — | — | UK44 (3 Wo.)UK | — | Erstveröffentlichung: 30. Juni 1967                               |
| 1967 | I Can See for Miles Someone’s Coming (UK) / Mary Anne with the Shaky Hand (US) | DE37 (2 Wo.)DE | — | — | UK10 (12 Wo.)UK | US9 (11 Wo.)US | Erstveröffentlichung: 14. Oktober 1967                            |
| 1968 | Call Me Lightning Dr. Jekyll & Mr. Hyde                                        | — | — | — | — | US40 (8 Wo.)US | Erstveröffentlichung: 16. März 1968                               |
| 1968 | Dogs Call Me Lightning                                                         | DE40 (2 Wo.)DE | — | — | UK25 (5 Wo.)UK | — | Erstveröffentlichung: 7. Juni 1968                                |
| 1968 | Magic Bus Someone’s Coming (UK) / Dr. Jekyll & Mr. Hyde (US)                   | DE20 (6 Wo.)DE | — | — | UK26 (6 Wo.)UK | US25 (9 Wo.)US | Erstveröffentlichung: 27. Juli 1968                               |
| 1969 | Pinball Wizard Dogs, Pt. 2                                                     | DE25 (6 Wo.)DE | — | — | UK4 Gold · (13 Wo.)UK | US19 (11 Wo.)US | Erstveröffentlichung: 7. März 1969 Verkäufe: + 400.000            |
| 1969 | I’m Free We’re Not Gonna Take It                                               | DE18 (6 Wo.)DE | — | — | — | US37 (8 Wo.)US | Erstveröffentlichung: 5. Juli 1969                                |
| 1970 | The Seeker Here for More                                                       | DE18 (6 Wo.)DE | AT15 (8 Wo.)AT | — | UK19 (11 Wo.)UK | US44 (7 Wo.)US | Erstveröffentlichung: 21. März 1970                               |
| 1970 | Summertime Blues Heaven and Hell                                               | DE19 (4 Wo.)DE | — | — | UK38 (4 Wo.)UK | US27 (9 Wo.)US | Erstveröffentlichung: 6. Juli 1970                                |
| 1970 | See Me, Feel Me Overture                                                       | — | — | — | — | US12 (13 Wo.)US | Erstveröffentlichung: 12. September 1970                          |
| 1971 | Won’t Get Fooled Again I Don’t Even Know Myself                                | DE27 (13 Wo.)DE | — | — | UK9 Gold · (12 Wo.)UK | US15 (13 Wo.)US | Erstveröffentlichung: 25. Juni 1971 Verkäufe: + 400.000           |
| 1971 | Let’s See Action When I Was a Boy                                              | DE43 (1 Wo.)DE | — | — | UK16 (12 Wo.)UK | — | Erstveröffentlichung: 11. Oktober 1971                            |
| 1971 | Behind Blue Eyes My Wife                                                       | — | — | — | UK— SilberUK | US34 (11 Wo.)US | Erstveröffentlichung: 6. November 1971                            |
| 1972 | Join Together Baby Don’t You Do It                                             | DE23 (11 Wo.)DE | — | CH9 (9 Wo.)CH | UK9 (9 Wo.)UK | US17 (10 Wo.)US | Erstveröffentlichung: 16. Juni 1972                               |
| 1972 | Relay Waspman                                                                  | DE28 (8 Wo.)DE | — | — | UK21 (5 Wo.)UK | US39 (8 Wo.)US | Erstveröffentlichung: 25. November 1972                           |
| 1973 | 5:15 Water (UK) / I’m One (US)                                                 | DE46 (1 Wo.)DE | — | — | UK20 (6 Wo.)UK | US45 (7 Wo.)US | Erstveröffentlichung: 1. Oktober 1973                             |
| 1973 | Love Reign o’er Me Water                                                       | — | — | — | — | US76 (5 Wo.)US | Erstveröffentlichung: 23. Oktober 1973                            |
| 1974 | The Real Me I’m One                                                            | — | — | — | — | US92 (3 Wo.)US | Erstveröffentlichung: 12. Januar 1974                             |
| 1974 | Long Live Rock I’m the Face / My Wife (UK) / My Wife (US)                      | — | — | — | UK48 (5 Wo.)UK | US54 (6 Wo.)US | Erstveröffentlichung: 28. September 1974                          |
| 1975 | Squeeze Box Success Story                                                      | — | — | — | UK10 (9 Wo.)UK | US16 (16 Wo.)US | Erstveröffentlichung: 15. November 1975                           |
| 1978 | Who Are You Had Enough                                                         | — | — | — | UK18 Silber · (12 Wo.)UK | US14 (15 Wo.)US | Erstveröffentlichung: 10. Juli 1978 Verkäufe: + 200.000           |
| 1981 | You Better You Bet The Quiet One                                               | — | — | — | UK9 (8 Wo.)UK | US8 (15 Wo.)US | Erstveröffentlichung: 23. Februar 1981                            |
| 1981 | Don’t Let Go the Coat You                                                      | — | — | — | UK47 (4 Wo.)UK | US84 (4 Wo.)US | Erstveröffentlichung: 27. April 1981                              |
| 1982 | Athena A Man Is a Man (UK) / It’s Your Turn (US)                               | — | — | — | UK40 (4 Wo.)UK | US28 (14 Wo.)US | Erstveröffentlichung: 21. August 1982                             |
| 1982 | Eminence Front One at a Time                                                   | — | — | — | — | US68 (6 Wo.)US | Erstveröffentlichung: 11. Dezember 1982                           |
| 2012 | Baba O’Riley/See Me, Feel Me/My Generation (Live) –                            | — | — | — | UK55 (1 Wo.)UK | — | Erstveröffentlichung: 12. August 2014 A Symphony of British Music |

grau schraffiert: keine Chartdaten aus diesem Jahr verfügbar
Weitere Singles
- 1964: Zoot Suit / I’m the Face
- 1966: La-La-La-Lies / The Good’s Gone
- 1972: Baba O’Riley / My Wife (Verkäufe: + 730.000, UK: Platin)
- 1974: Postcard / Put the Money Down
- 1976: Slip Kid / Dreaming from the Waist
- 1978: Trick of the Light / 905
- 1983: It’s Hard / Dangerous
- 1983: You Better You Bet (live) / Don’t Let Go the Coat
- 1984: Twist and Shout / I Can’t Explain
- 2004: Real Good Looking Boy / Old Red Wine
- 2006: It’s Not Enough / Tea & Theatre
- 2014: Be Lucky

## Videoalben
| Jahr | Titel                                                   | Höchstplatzierung, Gesamtwochen, AuszeichnungChartplatzierungen (Jahr, Titel, Platzierungen, Wochen, Auszeichnungen, Anmerkungen) | Höchstplatzierung, Gesamtwochen, AuszeichnungChartplatzierungen (Jahr, Titel, Platzierungen, Wochen, Auszeichnungen, Anmerkungen) | Höchstplatzierung, Gesamtwochen, AuszeichnungChartplatzierungen (Jahr, Titel, Platzierungen, Wochen, Auszeichnungen, Anmerkungen) | Höchstplatzierung, Gesamtwochen, AuszeichnungChartplatzierungen (Jahr, Titel, Platzierungen, Wochen, Auszeichnungen, Anmerkungen) | Höchstplatzierung, Gesamtwochen, AuszeichnungChartplatzierungen (Jahr, Titel, Platzierungen, Wochen, Auszeichnungen, Anmerkungen) | Anmerkungen                                               |
| Jahr | Titel                                                   | DE | AT | CH | UK | US | Anmerkungen                                               |
| ---- | ------------------------------------------------------- | --- | --- | --- | --- | --- | --------------------------------------------------------- |
| 1982 | The Kids Are Alright                                    | — | — | — | UK1 Platin · (61 Wo.)UK | — | Erstveröffentlichung: 1982 Verkäufe: + 50.000             |
| 1988 | Who’s Better, Who’s Best                                | — | — | — | UK4 (8 Wo.)UK | US— GoldUS | Erstveröffentlichung: 1988 Verkäufe: + 117.500            |
| 1989 | The Who Live feat. ‘Tommy’                              | — | — | — | UK32 (4 Wo.)UK | US— PlatinUS | Erstveröffentlichung: 1989 Verkäufe: + 100.000            |
| 1994 | Thirty Years of Maximum R&B Live                        | — | — | — | UK2 Gold · (36 Wo.)UK | — | Erstveröffentlichung: 1994 Verkäufe: + 25.000             |
| 1998 | Live at the Isle of Wight Festival 1970                 | — | — | — | UK3 Platin · (96 Wo.)UK | US— PlatinUS | Erstveröffentlichung: 1998 Verkäufe: + 167.500            |
| 1999 | Classic Albums: The Who – Who’s Next                    | — | — | — | UK24 (3 Wo.)UK | — | Erstveröffentlichung: 1999                                |
| 2001 | The Who & Special Guests: Live at the Royal Albert Hall | — | — | — | UK1 Platin · (72 Wo.)UK | US— PlatinUS | Erstveröffentlichung: 2001 Verkäufe: + 165.000            |
| 2003 | Live in Boston                                          | — | — | — | UK5 (7 Wo.)UK | — | Erstveröffentlichung: 2003                                |
| 2003 | The Vegas Job                                           | — | — | — | UK4 Gold · (29 Wo.)UK | — | Erstveröffentlichung: 2003 Verkäufe: + 30.000             |
| 2005 | Tommy and Quadrophenia Live                             | — | — | CH8 (1 Wo.)CH | UK4 Gold · (11 Wo.)UK | US— ×3DreifachplatinUS | Erstveröffentlichung: 2005 Verkäufe: + 332.500            |
| 2007 | Amazing Journey: The Story of The Who                   | — | — | — | UK6 Gold · (62 Wo.)UK | — | Erstveröffentlichung: 6. November 2007 Verkäufe: + 25.000 |
| 2008 | The Who at Kilburn: 1977                                | — | — | CH10 (1 Wo.)CH | UK6 (16 Wo.)UK | — | Erstveröffentlichung: 6. November 2008                    |
| 2015 | Live at Shea Stadium 1982                               | — | — | CH2 (3 Wo.)CH | UK2 (4 Wo.)UK | — | Erstveröffentlichung: 26. Juni 2015                       |
| 2015 | Live in Hyde Park                                       | — | — | — | UK4 (82 Wo.)UK | — | Erstveröffentlichung: 20. November 2015                   |
| 2017 | Live in Texas ’75                                       | — | — | — | UK4 (38 Wo.)UK | — | Erstveröffentlichung: 12. Mai 2017                        |
| 2017 | Live At The Isle Of Wight Festival 2004                 | — | — | CH5 (1 Wo.)CH | UK7 (6 Wo.)UK | — | Erstveröffentlichung: 2. Juni 2017                        |
| 2017 | Tommy: Live At The Royal Albert Hall 2017               | — | — | CH3 (2 Wo.)CH | UK2 (15 Wo.)UK | — | Erstveröffentlichung: 13. Oktober 2017                    |

grau schraffiert: keine Chartdaten aus diesem Jahr verfügbar
Weitere Videoalben
- 2003: The Who Special Edition EP
- 2008: Retrospectives

## Boxsets
| Jahr | Titel                          | Höchstplatzierung, Gesamtwochen, AuszeichnungChartplatzierungen (Jahr, Titel, Platzierungen, Wochen, Auszeichnungen, Anmerkungen) | Höchstplatzierung, Gesamtwochen, AuszeichnungChartplatzierungen (Jahr, Titel, Platzierungen, Wochen, Auszeichnungen, Anmerkungen) | Höchstplatzierung, Gesamtwochen, AuszeichnungChartplatzierungen (Jahr, Titel, Platzierungen, Wochen, Auszeichnungen, Anmerkungen) | Höchstplatzierung, Gesamtwochen, AuszeichnungChartplatzierungen (Jahr, Titel, Platzierungen, Wochen, Auszeichnungen, Anmerkungen) | Höchstplatzierung, Gesamtwochen, AuszeichnungChartplatzierungen (Jahr, Titel, Platzierungen, Wochen, Auszeichnungen, Anmerkungen) | Anmerkungen                             |
| Jahr | Titel                          | DE | AT | CH | UK | US | Anmerkungen                             |
| ---- | ------------------------------ | --- | --- | --- | --- | --- | --------------------------------------- |
| 1974 | A Quick One / The Who Sell Out | — | — | — | — | US185 (4 Wo.)US | Erstveröffentlichung: 1974              |
| 2012 | The Studio Albums              | DE79 (1 Wo.)DE | — | — | — | — | Erstveröffentlichung: 16. November 2012 |

grau schraffiert: keine Chartdaten aus diesem Jahr verfügbar
Weitere Boxsets
- 2004: The 1st Singles Box
- 2006: Special Box Set
- 2007: Paper Sleeve Box
- 2008: My Generation (Verkäufe: + 60.000, UK: Silber)

## Statistik

### Chartauswertung
|                     | DE     | AT     | CH    | UK     | US     |
| ------------------- | ------ | ------ | ----- | ------ | ------ |
| Nummer-eins-Alben   | DE—DE  | AT—AT  | CH—CH | UK1UK  | US—US  |
| Top-10-Alben        | DE3DE  | AT1AT  | CH1CH | UK16UK | US11US |
| Alben in den Charts | DE19DE | AT11AT | CH7CH | UK37UK | US32US |

|                       | DE     | AT    | CH    | UK     | US     |
| --------------------- | ------ | ----- | ----- | ------ | ------ |
| Nummer-eins-Singles   | DE—DE  | AT—AT | CH—CH | UK—UK  | US—US  |
| Top-10-Singles        | DE4DE  | AT3AT | CH1CH | UK13UK | US2US  |
| Singles in den Charts | DE17DE | AT4AT | CH1CH | UK28UK | US26US |

|                          | DE    | AT    | CH    | UK     | US    |
| ------------------------ | ----- | ----- | ----- | ------ | ----- |
| Nummer-eins-Videoalben   | DE—DE | AT—AT | CH—CH | UK2UK  | US—US |
| Top-10-Videoalben        | DE—DE | AT—AT | CH5CH | UK15UK | US—US |
| Videoalben in den Charts | DE—DE | AT—AT | CH5CH | UK17UK | US—US |

### Auszeichnungen für Musikverkäufe
| Goldene Schallplatte - Australien - 2006: für das Videoalbum Live at the Isle of Wight Festival 1970 - 2011: für das Videoalbum Tommy and Quadrophenia Live - Frankreich - 1977: für das Album Tommy - 1979: für das Album A Quick One - 1979: für das Album Quadrophenia - Italien - 2016: für das Album Tommy - Kanada - 1976: für das Album The Who by Numbers - 1979: für das Album The Kids Are Alright - 1982: für das Album It’s Hard - 2010: für das Videoalbum The Vegas Job - Neuseeland - 2008: für das Album Then and Now - 2024: für das Album The Kids Are Alright - Spanien - 2024: für die Single Baba O’Riley | Platin-Schallplatte - Australien - 2004: für das Videoalbum The Who & Special Guests: Live at the Royal Albert Hall - Italien - 2019: für die Single Baba O’Riley - 2024: für das Album Who’s Next - Kanada - 2005: für das Videoalbum Live at the Isle of Wight Festival 1970 - 2008: für das Videoalbum Who’s Better, Who’s Best 2× Platin-Schallplatte - Australien - 2014: für das Videoalbum Who’s Better, Who’s Best - Kanada - 1979: für das Album Who Are You - Neuseeland - 2024: für die Single Baba O’Riley |

Anmerkung: Auszeichnungen in Ländern aus den Charttabellen bzw. Chartboxen sind in ebendiesen zu finden.
| Land/RegionAuszeichnungen für Musikverkäufe (Land/Region, Auszeichnungen, Verkäufe, Quellen) | Silber     | Gold       | Platin       | Verkäufe   | Quellen                   |
| -------------------------------------------------------------------------------------------- | ---------- | ---------- | ------------ | ---------- | ------------------------- |
| Australien (ARIA)                                                                            | —          | 2× Gold2   | 3× Platin3   | 60.000     | aria.com.au               |
| Frankreich (SNEP)                                                                            | —          | 3× Gold3   | —            | 300.000    | infodisc.fr               |
| Italien (FIMI)                                                                               | —          | Gold1      | 2× Platin2   | 125.000    | fimi.it                   |
| Kanada (MC)                                                                                  | —          | 4× Gold4   | 4× Platin4   | 375.000    | musiccanada.com           |
| Neuseeland (RMNZ)                                                                            | —          | 2× Gold2   | 2× Platin2   | 75.000     | radioscope.net.nz NZ2 NZ3 |
| Spanien (Promusicae)                                                                         | —          | Gold1      | —            | 30.000     | elportaldemusica.es       |
| Vereinigte Staaten (RIAA)                                                                    | —          | 7× Gold7   | 24× Platin24 | 21.650.000 | riaa.com                  |
| Vereinigtes Königreich (BPI)                                                                 | 6× Silber6 | 22× Gold22 | 10× Platin10 | 5.990.000  | bpi.co.uk                 |
| Insgesamt                                                                                    | 6× Silber6 | 42× Gold42 | 45× Platin45 |            |                           |